# Mars (videogioco)
Mars è un videogioco arcade di genere sparatutto a scorrimento, sviluppato e pubblicato da Artic Electronics nel 1981.

## Modalità di gioco
In Mars, l'obiettivo del giocatore è controllare un'astronave sorvolandola sulla superficie di Marte evitando collisioni con il terreno roccioso e i nemici e, infine, affrontare e sconfiggere un boss a forma di quadrato giallo. Il mezzo è dotato di cannoni laser che possono essere sparati in otto direzioni, utilizzati per annientare i nemici in aria e abbattere per terra missili e antenne. Per il terreno sono posizionati anche quelli che sembrano scettri all'interno di una bolla di vetro, i quali sono dei serbatoi di carburante e distruggerli rifornirà la navicella del giocatore, ed è importante per andare avanti con la sessione. Poiché la benzina è necessaria per il volo, se l'apposito indicatore numerico si esaurisce, l'astronave alla fine si schianterà e una vita viene persa. Ogni volta che il boss viene eliminato, il giocatore riparte automaticamente dall'inizio del livello ma la difficoltà diventa sempre più difficile. La partita finisce quando egli ha finito tutte le sue vite.